# Xanthopimpla oculata
Xanthopimpla oculata là một loài tò vò trong họ Ichneumonidae.